# Tomáš Votava
Tomáš Votava (* 21. Februar 1974 in Slavičín, ČSSR, heute Tschechien) ist ein ehemaliger tschechischer Fußballspieler.

## Karriere
Der 1,82 m große und 76 kg schwere Rechtsfuß Votava war Abwehrspieler. Seine Karriere begann er bei Spolana Neratovice (1984–1991), ehe er zu Sparta Prag wechselte. Nach einem halbjährigen Gastspiel bei Dukla Prag (1993), wechselte er zurück zum tschechischen Rekordmeister. Bei 1860 München spielte er in vier Jahren (1999–2003) in der Fußball-Bundesliga. Daraufhin zog es ihn für ein Jahr nach Zypern zu APOEL Nikosia (2003/04). Nach zwei erfolglosen Jahren in der 2. Bundesliga bei Greuther Fürth, heuerte er zum Jahresanfang 2006 bei Dynamo Dresden an. 2008 beendete Votava seine aktive Laufbahn.

### Nationalmannschaft
Für die tschechische Fußballnationalmannschaft bestritt Votava zwischen 1998 und 2001 insgesamt 13 Länderspiele, in denen er kein Tor erzielte.

## Sonstiges
Gemeinsam mit seinen ehemaligen Mitspielern Pavel Nedvěd und Vratislav Lokvenc nahm Votava am 27. März 2010 am Prag-Halbmarathon teil.

## Erfolge
- Tschechischer Meister: 1993/94, 1994/95, 1996/97, 1997/98, 1998/99
- Tschechischer Pokalsieger: 1995/96
- Zypriotischer Meister: 2003/04